# Thập niên 1650
Thập niên 1650 là thập niên diễn ra từ năm 1650 đến 1659.